# Baul

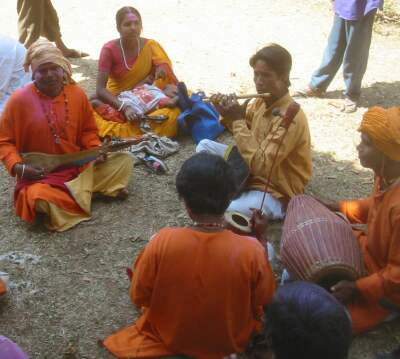
Bauls tijdens Holi-Phagwa

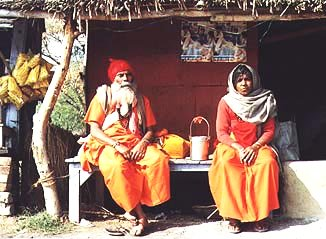
Bauls

Baul zijn rondtrekkende muzikanten in Bangladesh en West Bengalen, India. Ze vormen een sociaal en religieus afgezonderde groep, en bestaan voornamelijk uit Vaishnava-hindoes en soefi-moslims. Baul stamt uit het sanskriet en betekent zoiets als goddelijk geïnspireerd of gek, hetgeen duidt op de geïnspireerde mensen met een extatische ijver voor een geestelijk leven. De muziek en liederen van de Bauls en hun levensstijl hebben een groot deel van de Bengaalse cultuur, alsmede het werk van Rabindranath Tagore, beïnvloed.
Sinds 2005 staat de mystieke muziek van de Baul vermeld op de Lijst van Meesterwerken van het Orale en Immateriële Erfgoed van de Mensheid.

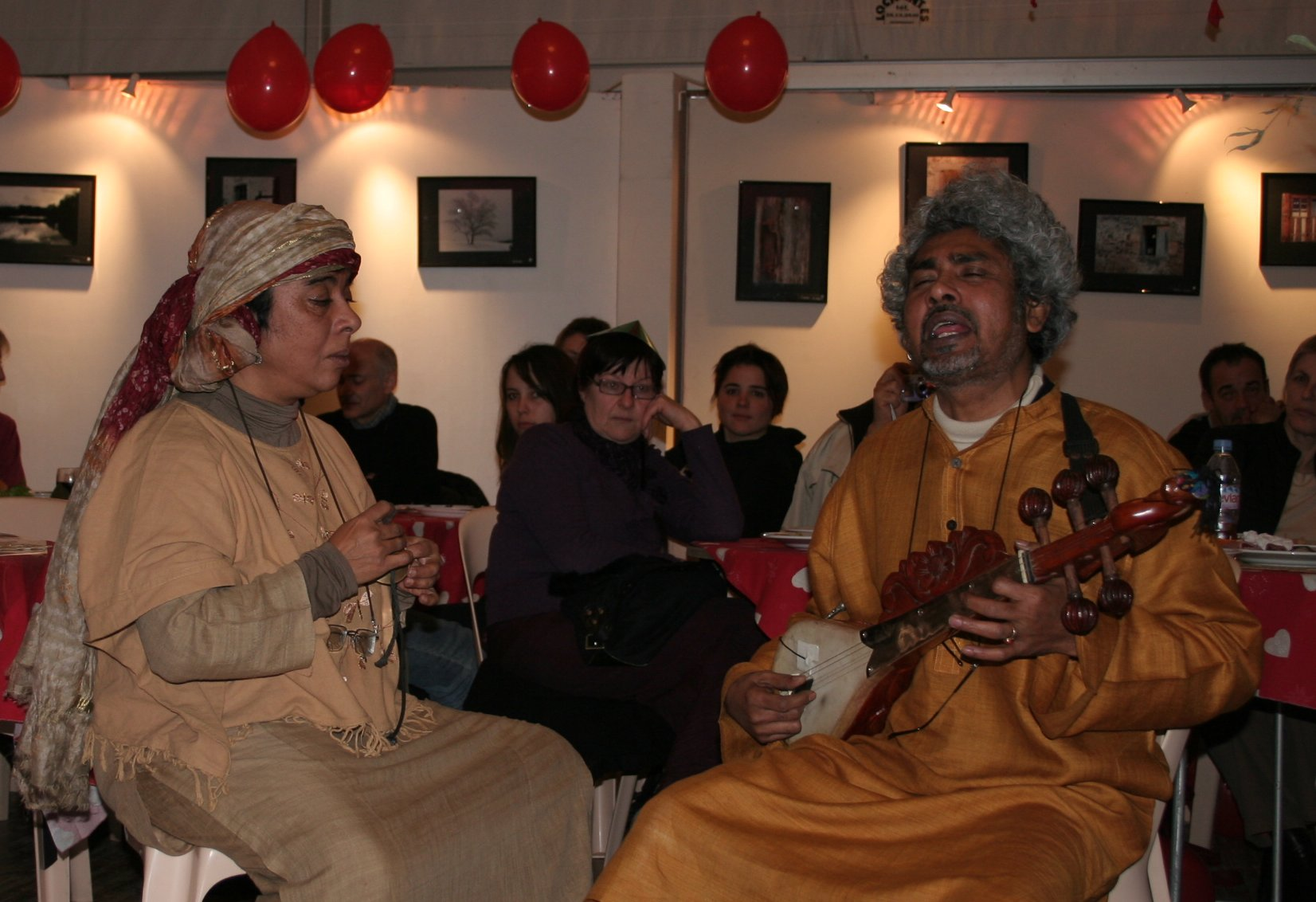
Mimlu Sen en Paban Das Baul tijdens een optreden op een filmfestival in Frankrijk